# Blue Lights in the Basement
| Оценки критиков               | Оценки критиков |
| Источник                      | Оценка          |
| ----------------------------- | --------------- |
| AllMusic                      | [ 1 ]           |
| Encyclopedia of Popular Music | [ 2 ]           |
| The Mojo Collection           | без оценки      |

Blue Lights in the Basement — седьмой студийный альбом американской певицы Роберты Флэк, выпущенный в 1977 году на лейбле Atlantic Records. Продюсированием занимались сама певица (как Рубина Флейк), Джо Фрела и Джин Макдэниелс.
Пластинка имела коммерческий успех, достигнув 8 места в чарте Billboard Top LPs, став её третьим альбомом в первой десятке данного чарта, и 5 места в чарте Top Soul Albums. Уже в феврале альбом получил золотую сертификацию от Американской ассоциации звукозаписывающих компаний за более чем 500 000 проданных копий.
Альбомный сингл «The Closer I Get to You», записанный с певцом и другом Донни Хатауэем, стал настоящим хитом, добравшись до второго места в чарте Billboard Hot 100 и до вершины чарта Hot Soul Singles. Песня стала одним из последних прижизненных релизов певца.

## Список композиций
| №  | Название                                             | Автор(ы)                  | Длительность |
| -- | ---------------------------------------------------- | ------------------------- | ------------ |
| 1. | «Why Don’t You Move in with Me»                      | Джин Макдэниелс           | 4:51         |
| 2. | «The Closer I Get to You» (Duet with Donny Hathaway) | Регги Лукас, Джеймс Эмтюн | 4:39         |
| 3. | «Fine, Fine Day»                                     | Рейчел Перри              | 4:49         |
| 4. | «This Time I’ll Be Sweeter»                          | Пэт Грант, Гвен Гатри     | 4:23         |
| 5. | «25th of Last December»                              | Джин Макдэниелс           | 4:31         |

| №  | Название                     | Автор(ы)                 | Длительность |
| -- | ---------------------------- | ------------------------ | ------------ |
| 1. | «After You»                  | Майкл Массер, Рон Миллер | 3:55         |
| 2. | «I’d Like to Be Baby to You» | Морган Эймс              | 4:27         |
| 3. | «Soul Deep»                  | Уэйн Карсон              | 2:22         |
| 4. | «Love Is the Healing»        | Джин Макдэниелс          | 3:42         |
| 5. | «Where I’ll Find You»        | Дэвид Макхью             | 3:10         |

## Чарты
| Чарт (1977-1978)                       | Пиковая позиция |
| -------------------------------------- | --------------- |
| Австралия (Kent Music Report)          | 88              |
| Канада (RPM Top Albums/CDs)            | 9               |
| США (Billboard 200)                    | 8               |
| США (Billboard Top R&B/Hip-Hop Albums) | 5               |

## Сертификации и продажи
| Регион | Сертификация | Продажи  |
| --- | ------------ | -------- |
| США (RIAA) | Золотой      | 500 000^ |
| * Данные о продажах приведены только на основе сертификации. ^ Данные о тиражах приведены только на основе сертификации. |              |          |